# 埃格利斯讷沃-德韦尔
埃格利斯讷沃-德韦尔（法語：Église-Neuve-de-Vergt，法語發音：[eɡliz nœv də vɛʁ]，意为“韦尔的新教堂”）是法国多尔多涅省的一个市镇，位于该省中部偏南，属于佩里格区。

## 地理
埃格利斯讷沃-德韦尔（45°4'59"N, 0°43'56"E）面积7.43 平方千米，位于法国新阿基坦大区多爾多涅省，该省份为法国西南部内陆省份，是法國本土面积第三大的省，大致对应佩里戈尔地区，北起顺时针与夏朗德省、上维埃纳省、科雷兹省、洛特省、洛特-加龙省、吉倫特省和滨海夏朗德省接壤。
与埃格利斯讷沃-德韦尔接壤的市镇（或旧市镇、城区）包括：沙拉尼亚克、萨尼亚克、韦尔、马尔萨内、布勒伊、萨尼亚克圣母镇。
埃格利斯讷沃-德韦尔的时区为UTC+01:00、UTC+02:00（夏令时）。

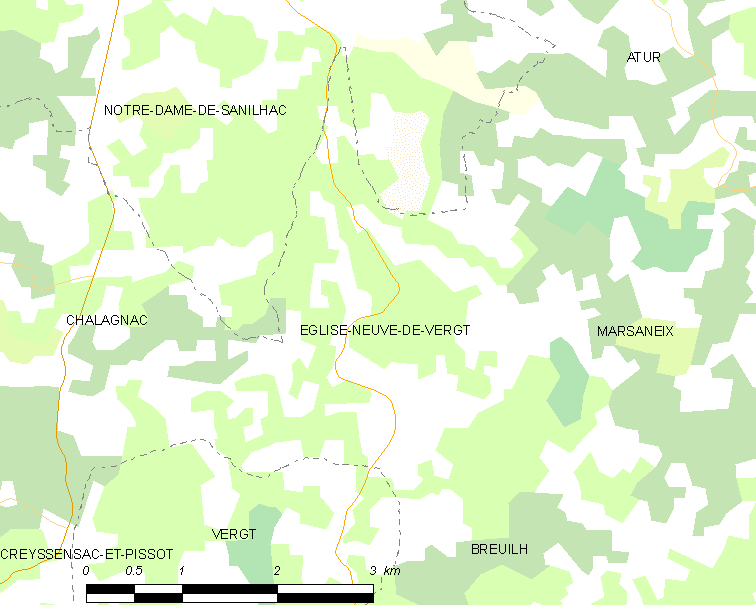
埃格利斯讷沃-德韦尔的OSM定位图

## 行政
埃格利斯讷沃-德韦尔的邮政编码为24380，INSEE市镇编码为24160。

## 政治
埃格利斯讷沃-德韦尔所属的省级选区为中佩里戈尔县。

## 人口

1962-2008年间埃格利斯讷沃-德韦尔人口变化图示

埃格利斯讷沃-德韦尔于2022年1月1日时的人口数量为583人。